# تاتی زاکی
تاتیان زاکی فریرا داسیلوا (زاده ۱۸ فوریه ۱۹۹۴)، که به‌طور حرفه ای با نام تاتی زاکی شناخته می‌شود، یک خواننده، ترانه‌سرا و رقصنده برزیلی است. او که به‌خاطر موهای آبی روشنی که در اوایل دوران حرفه‌ای‌اش استفاده می‌کرد و موضع‌گیری‌های صریح‌اش شهرت داشت.
زاکی در ۱۸ فوریه ۱۹۹۴ در سائو کائتانو دو سول، سائوپائولو به دنیا آمد و در سانتو آندره بزرگ شد. او ابتدا از ۷ سالگی شروع به نوشتن آهنگ کرد و در ابتدا به عنوان مهماندار هواپیما تحصیل کرد. حرفه موسیقی او به‌طور رسمی در سال ۲۰۱۳ آغاز شد، زمانی که او آهنگ "Salve, MC Kauan" را در یوتیوب آپلود کرد.